# Villagalijo
Villagalijo è un comune spagnolo di 64 abitanti situato nella comunità autonoma di Castiglia e León.

## Località
Oltre al capoluogo il comune comprende le seguenti località:
- Santa Olalla del Valle
- Ezquerra